# Oreneta gorja-roja
L'oreneta gorja-roja (Petrochelidon rufigula) és una espècie d'ocell de la família dels hirundínids (Hirundinidae). Es troba a Angola, República del Congo, República Democràtica del Congo, Gabon i Zàmbia. Els seus hàbitats principals són la sabana seca, les praderies seques tropicals i subtropicals, els cursos d'aigua, els roquissars, les terres llaurades i les àrees urbanes i les zones de depuració d'aigües residuals. El seu estat de conservació es considera de risc mínim.